# SonarQube
SonarQube (précédemment Sonar) est un logiciel libre de qualimétrie en continu de code. Il aide à la détection, la classification et la résolution de défaut dans le code source, permet d'identifier les duplications de code, de mesurer le niveau de documentation et connaître la couverture de test déployée.
SonarQube permet une surveillance continue de la qualité du code grâce à son interface web permettant de voir les défauts de l'ensemble du code et ceux ajoutés par la nouvelle version. Le logiciel peut être interfacé avec un système d'automatisation comme Jenkins pour inclure l'analyse comme une extension du développement.

## Fonctionnalités
- Version payante SaaS nommée SonarCloud[6], ou gratuite à télécharger.
- Support de plus de vingt-cinq langages (Java, C, C++, Objective-C, C#, PHP, Flex, Groovy, JavaScript, Python, PL/SQL, COBOL…), dont certains sont sous licence commerciale.
- Reporting sur :
  - identification des duplications de code
  - mesure du niveau de documentation
  - respect des règles de programmation
  - détection des bugs potentiels
  - évaluation de la couverture de code par les tests unitaires
  - analyse de la répartition de la complexité
  - analyse du design et de l'architecture d'une application
- Évolution dans le temps et vues différentielles.
- Analyses entièrement automatisées : intégration avec Maven, Ant, Gradle et serveurs d'intégration continue (Atlassian Bamboo, Jenkins, Hudson…).
- Intégration avec l'environnement de développement Eclipse, ou PhpStorm via le plugin SonarLint.
- Intégration avec des outils externes : Jira, Mantis, LDAP, Fortify Software (en)…
- Extensible par des plugins. Cela signifie qu'il est possible d'étendre ce cœur afin d'augmenter les fonctionnalités (ajout d'un nouveau langage, calcul d'une nouvelle métrique, ajout de règles de programmation…). Le marketplace SonarQube[7] permet d'accéder à la liste des extensions existantes.
- Implémentation de SQALE pour évaluer la dette technique.